# Louis Abell
Louis Grenville "Lou" Abell (født 21. juli 1884 i Elizabeth, New Jersey, død 25. oktober 1962) var en amerikansk roer og dobbelt olympisk guldvinder.

## Rokarriere
Abell var styrmand i otteren fra klubben Vesper Boat Club i Philadelphia. Denne båd var amerikansk mester i 1900 og repræsenterede USA ved OL samme år i Paris. Besætningen bestod ud over Abell af John Exley, Harry DeBaecke, John Geiger, Ed Hedley, Jim Juvenal, Bill Carr, Roscoe Lockwood og Ed Marsh, og amerikanerne kom let i finalen. Her var de oppe mod en belgisk og en hollandsk båd, og amerikanerne startede bedst og holdt helt til mål, hvor de var seks sekunder foran belgierne, mens hollænderne blev nummer tre.
Vesper og Abell blev igen amerikanske mestre i 1902, og ved OL 1904 i St. Louis var Abell og Exner gengangere fra legene i Paris. Denne gang stillede der kun to både til start: Vesper og canadiske Toronto Argonauts, og amerikanerne vandt med et forspring på tre længder. De øvrige besætningsmedlemmer var Mike Gleason, Frank Schell, Jim Flanigan, Charles Armstrong, Hunter Lott, Joe Dempsey og Fred Cresser.

## Videre karriere
Abell flyttede senere tilbage til sin fødeby, Elizabeth, hvor han arbejdede for den lokale sundhedsstyrelse i fyrre år.

## OL-medaljer
- 1900:  Guld i otter
- 1904:  Guld i otter